# Spannweite (Statistik)
Die Spannweite (englisch range) ist ein Streuungsmaß in der Statistik.

## Definition
Die Spannweite berechnet sich als Abweichung zwischen dem größten und dem kleinsten Messwert:
{\displaystyle R=x_{\mathrm {max} }-x_{\mathrm {min} }}
Die Spannweite ist nicht robust gegenüber Ausreißern, sie hängt nur von den Extremwerten ab und verliert bei zunehmendem Stichprobenumfang an Informationsgehalt. Sie wird daher vor allem bei kleinen Stichprobenumfängen genutzt. Sie hat die gleiche Maßeinheit wie die Messwerte selbst. Damit die Differenzbildung sinnvoll ist, müssen diese metrisches Skalenniveau haben. 
Die Spannweite kann in verschiedener Art und Weise genutzt werden, um Standardabweichungen zu schätzen und obere Grenzen für Standardabweichungen anzugeben.